# HD107259
HD107259 — хімічно пекулярна зоря спектрального класу A4, що має видиму зоряну величину в смузі V приблизно  3,9.
Вона  розташована на відстані близько 249,7 світлових років від Сонця.

## Фізичні характеристики
Зоря HD107259 обертається 
порівняно повільно 
навколо своєї осі. Проєкція її екваторіальної швидкості на промінь зору становить  Vsin(i)= 18км/сек.